# Clavulariidae
Clavulariidae is een familie van zachte koralen uit de klasse der Anthozoa (Bloemdieren).

## Geslachten
- Azoriella (Lopez Gonzalez & Gili, 2001)
- Bathytelesto Bayer, 1981
- Carijoa F. Müller, 1867
- Clavularia Blainville, 1830
- Cryptophyton Williams, 2000
- Cyathopodium Verrill, 1868
- Denhartogia Ocaña & van Ofwegen, 2003
- Inconstantia McFadden & van Ofwegen, 2012
- Incrustatus van Ofwegen, Häussermann & Försterra, 2007
- Knopia Alderslade & McFadden, 2007
- Moolabalia Alderslade, 2001
- Paratelesto Utinomi, 1958
- Phenganax Alderslade & McFadden, 2011
- Pseudocladochonus Versluys, 1907
- Rhodelinda Bayer, 1981
- Rolandia de Lacaze-Duthiers, 1900
- Sarcodictyon Forbes (in Johnston), 1847
- Schizophytum Studer, 1891
- Scleranthelia Studer, 1878
- Scyphopodium Bayer, 1981
- Stereosoma Hickson, 1930
- Stereotelesto Bayer, 1981
- Telesto Lamouroux, 1812
- Telestula Madsen, 1944
- Tesseranthelia Bayer, 1981